# Ptochophyle herbuloti
Ptochophyle herbuloti är en fjärilsart som beskrevs av Pierre E.L. Viette 1970. Ptochophyle herbuloti ingår i släktet Ptochophyle och familjen mätare. Inga underarter finns listade.